# Кувшинов, Виктор Николаевич
Ви́ктор Никола́евич Кувши́нов (25 сентября 1923, Нижнее Санчелеево, Ставропольский уезд Самарской губернии (ныне Ставропольский район Самарской области) — 1980, Тольятти) — советский инженер-дизайнер, художник, инвалид, оставшийся после ранения в Великую Отечественную войну без обеих рук.

## Биография

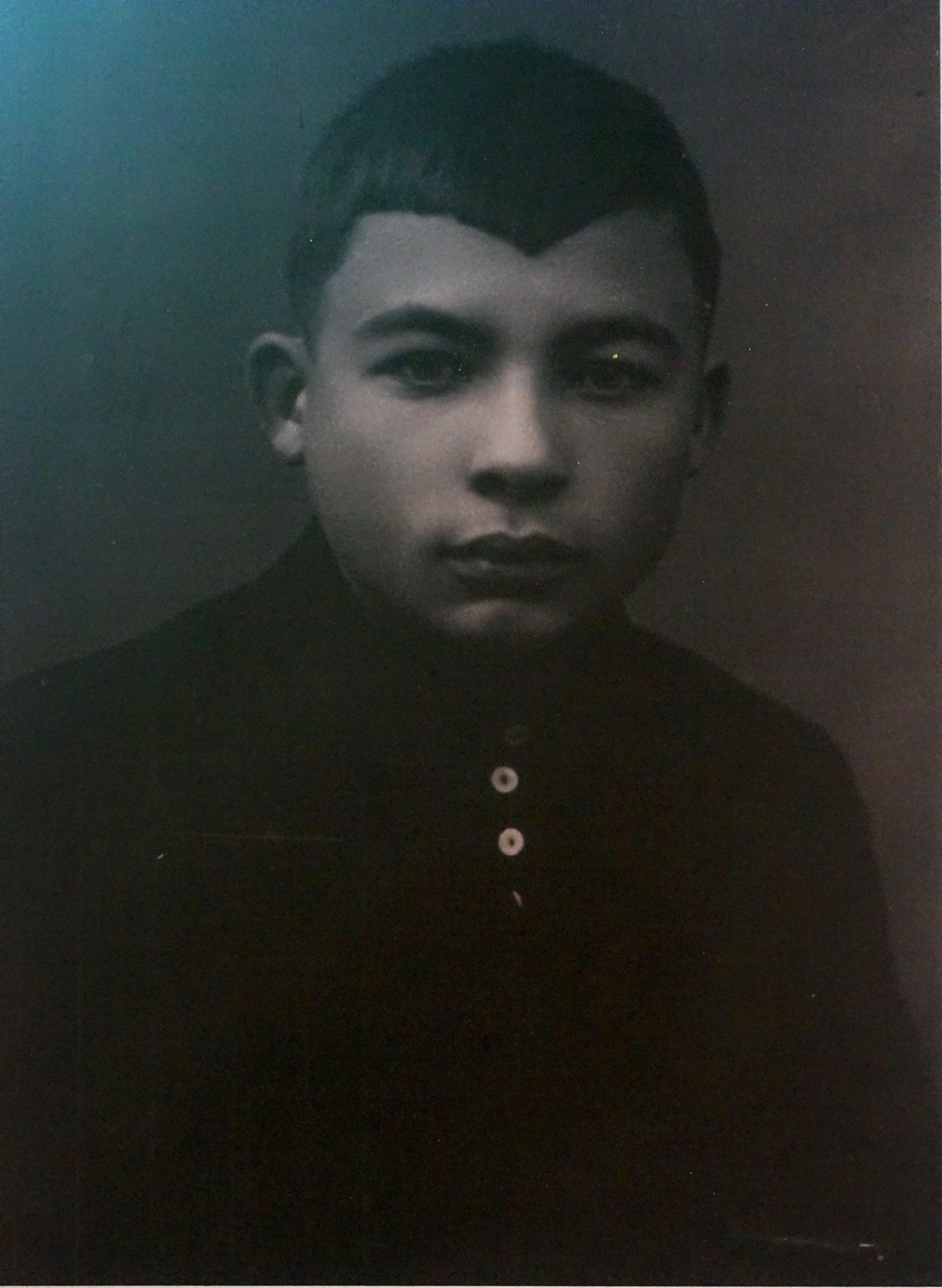
Виктор Кувшинов в 1940 году

Родился в семье Николая Григорьевича и Евдокии Степановны Кувшиновых в селе Нижнее Санчелеево Ставропольского уезда Самарской губернии, но с самого детства жил с двумя младшими братьями в Ставрополе. С детских лет любил рисовать, играл на музыкальных инструментах.
Окончил техническое училище и Ставропольскую школу механизации сельского хозяйства. В 1942 году окончил среднюю школу, был призван в Красную Армию, направлен в Вольское военное училище. После ускоренного курса обучения в августе прибыл на Закавказский фронт, где принял боевое крещение в боях под Туапсе.
В 1943 году при штурме «голубой линии» был ранен, находился на излечении четыре месяца, после чего был направлен в госпиталь в Куйбышеве, что недалеко от родного дома. Однако не доехав до родины Кувшинов отказался от дальнейшего лечения и вернулся в действующую армию.
В качестве командира взвода был направлен в части Войска Польского для передачи боевого опыта. В составе первой польской армии участвовал в боях за освобождение Варшавы, Гданьска и других польских городов.
10 апреля 1945 года в бою у города Кольберга командиру роты капитану Кувшинову вместе с небольшой группой солдат пришлось отражать немецкое наступление, до прихода подкреплений. Немцы, пользуясь, превосходством в численности подошли почти вплотную, и попробовали забросать Кувшинова, отстреливавшегося из пулемёта гранатами. Виктор Николаевич стал на лету перехватывать гранаты и бросать их обратно. Однако очередная граната разорвалась прямо у него в руках.
Вечером в госпитале только на лицо ему было наложено более 30 швов, некоторое время были проблемы со зрением, а руки спасти не удалось. Правую пришлось ампутировать выше локтя, левую — немного ниже. В 22 года Кувшинов стал инвалидом I группы.
Восемь месяцев он провёл в польских госпиталях, где познакомился с местной жительницей Геленой. Вскоре она призналась, что хочет выйти за него замуж, он же не соглашался «Я же как обрубок дерева, как маленькое дитя, ничего не умею» Однако после демобилизации он должен был вернуться в СССР, а она как гражданка Польши не могла последовать за ним, они были вынуждены расстаться. Виктор Кувшинов вернулся в Ставрополь, где жила его мать.
Ещё в госпитале он начал учиться писать с помощью ног, но вскоре понял, что такой способ не годится. Пришлось в третий раз в жизни учиться писать, теперь с помощью карандаша в зубах. На это ушло несколько лет. Овладев письмом, он взялся за кисть, начал рисовать, сначала копии известных картин, затем собственные работы.
В 1952 году Виктор Кувшинов познакомился с Любовью Ивановной, приехавшей в Ставрополь из Тувы на строительство Куйбышевской ГЭС, вскоре они поженились, у них родился сын Валерий. Через год благодаря начальнику стройки Ивану Комзину получили двухкомнатную квартиру.
В 1964 году Кувшинов поступил в вечернюю школу. Хотя он уже имел аттестат о среднем образовании, но с момента получения прошло более двадцати лет, требовалось освежить знания. Никто не хотел принимать на работу инвалида. С большими трудностями ему удалось устроиться на работу на Волгоцеммаш в качестве техника-конструктора, а затем поступить на вечернее отделение политехнического института на инженера-строителя.
Учась в институте получил извещение из посольства Польши в Москве, о том, что за храбрость при освобождении Польши от захватчиков он награждён несколькими польскими наградами, в том числе высшей военной наградой Польши — орденом Virtuti Militari. Также он приглашался в Варшаву для вручения наград и посещения памятных мест. Вместе с женой посетил Польшу, где нашёл Гелену, у которой тоже была своя семья. В ходе поездки делал ряд зарисовок на местах боёв.

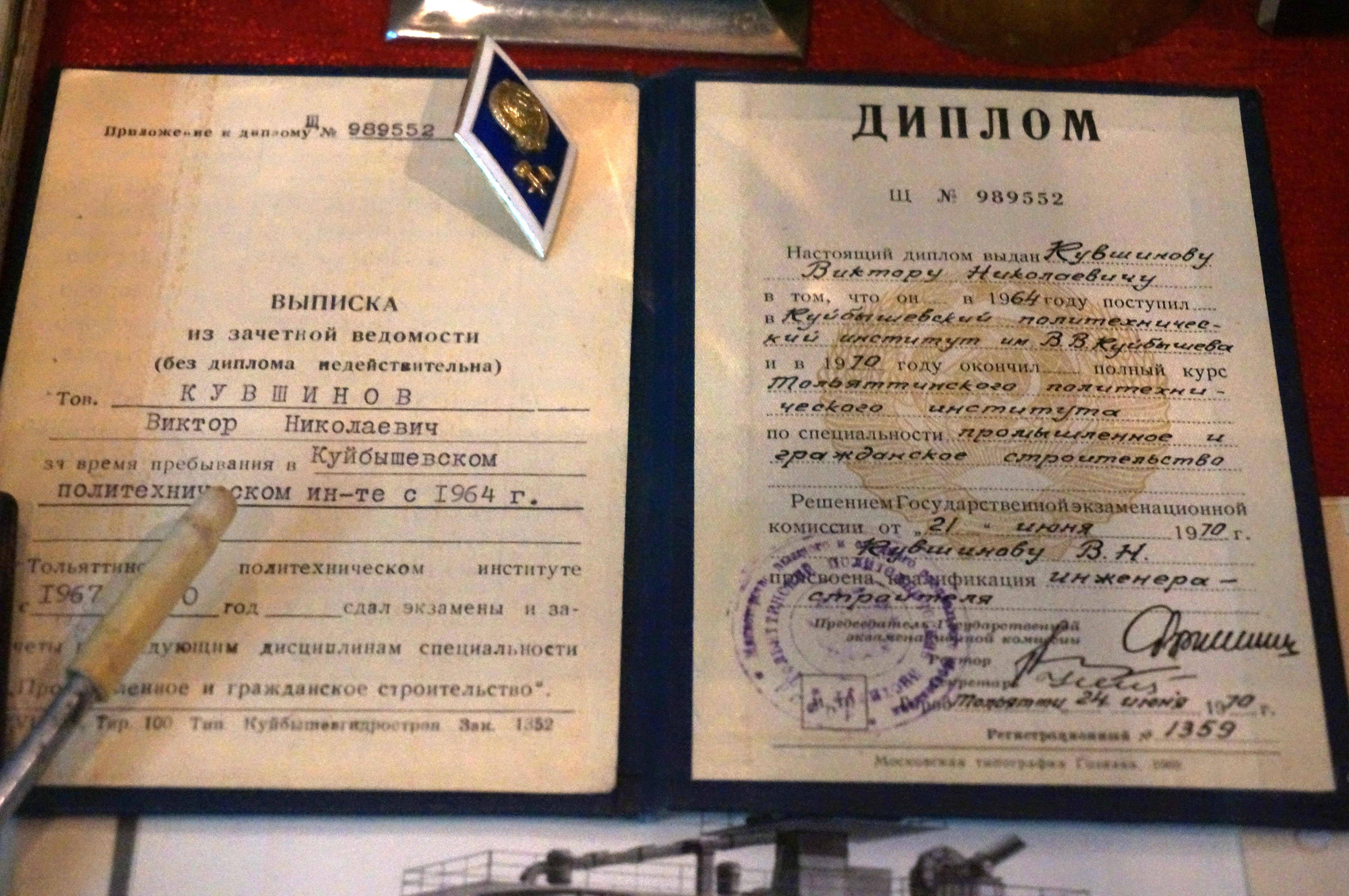
Диплом Виктора Кувшинова

21 июня 1970 года Виктор Николаевич Кувшинов защитил дипломный проект на звание инженера-строителя. Это был проект туристической базы на 200 мест с учётом её дополнительного расширения. Только пояснительная записка занимала 159 листов. Рецензент, архитектор А. Иванов написал в отзыве на работу: «Виктор Николаевич Кувшинов — человек феноменальный, исключительный по таланту рисовальщик-художник. Рекомендую обратить внимание на выполненное в проекте помещение зимнего сада и на его оформление. Чудесное выполнение и изумительный талант архитектора-художника». Государственная комиссия постановила присвоить Кувшинову звание инженера-строителя с оценкой дипломного проекта «отлично», а Тольяттинскому политехническому институту рекомендовалось организовать на кафедре строительных конструкций и архитектуры постоянную выставку курсовых работ и дипломного проекта Кувшинова «как символ мужества, бесконечного оптимизма и большого трудолюбия».
История жизни Виктора Кувшинова стала широко известной благодаря его картинам, ему писали люди из разных городов, восхищённые его жизненным подвигом. Приходили и письма от врачей. Так из Горького пришло письмо от хирурга, который ампутировал обе руки девушке Соне Кургановой, в котором он просил помочь ей удержаться от самоубийства. Виктор Николаевич написал ей письмо, где описал свою жизнь. Через несколько месяцев он получил от неё ответное письмо, также написанное ей самостоятельно. Через некоторое время они встретились, и Соня рассказала ему что научилась вышивать и вязать носки. И такой случай был не единственным.
Скончался в 1980 году. Похоронен на кладбище Нижнего Санчелеева.

## Творчество

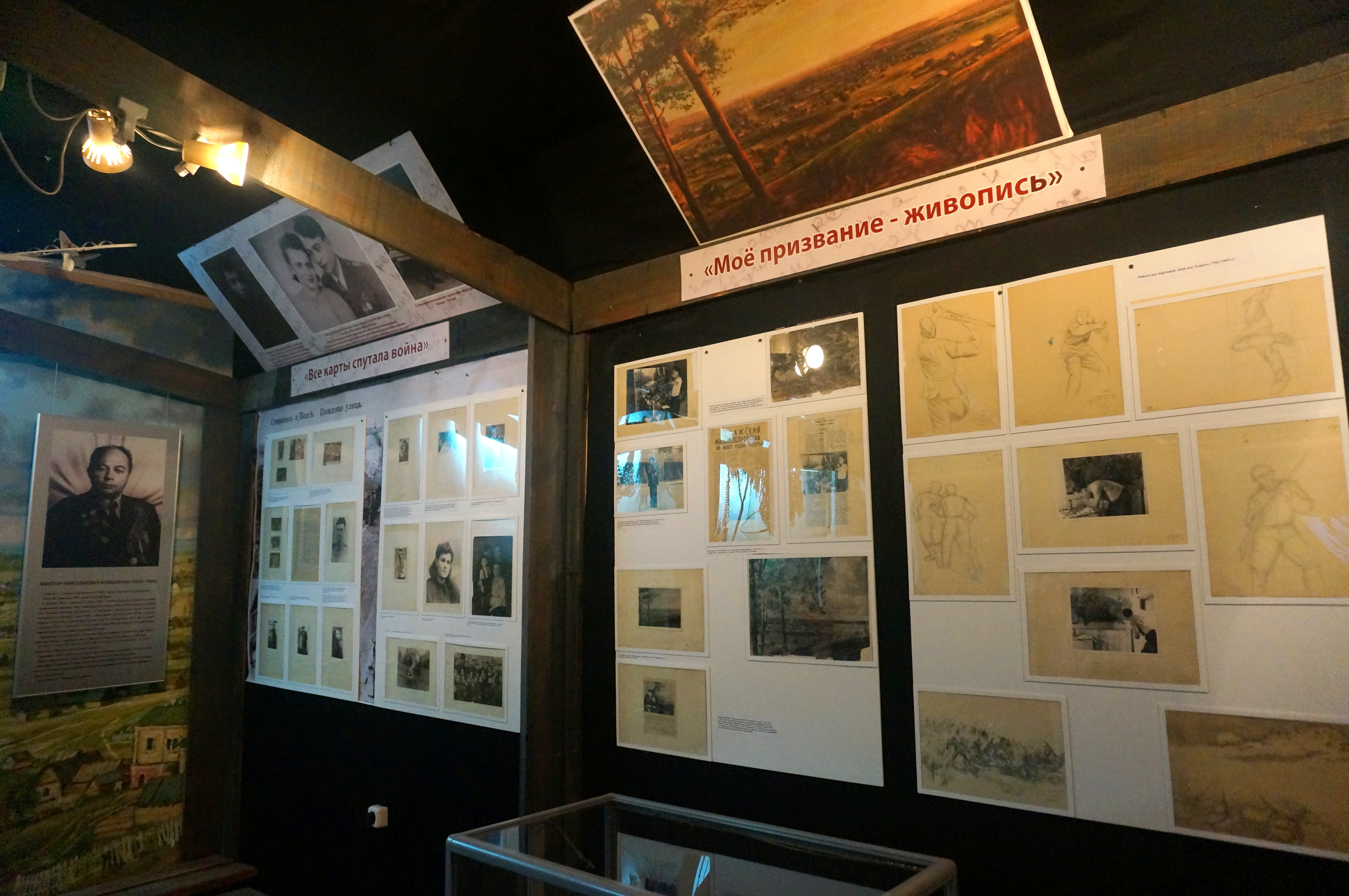
Экспозиция тольяттинского музея "Наследие", посвящённая Кувшинову

Начав с копий известных картин («Утро в сосновом лесу» Шишкина, «Последний день Помпеи» Брюллова, «Алёнушка» Васнецова) Виктор Кувшинов перешёл к самостоятельным работам.
Первой его картиной был портретная работа его друзей-охотников. Работа экспонировалась на выставке художников «Куйбышевгидростроя». Затем он пишет «Закат над старым Ставрополем» (1953), занявшую первое место на областной выставке и ныне хранящуюся в музее Николая Островского (Москва).
В музеях Керчи и других городов после выставок в Москве появились его картины «Холодное ущелье», «На подступах к Севастополю».
В основном писал на военные темы.

## Награды
- Орден Ленина;
- Орден Красного Знамени;
- Орден Отечественной войны II степени (12.02.1946);
- Орден Красной Звезды;
- Орден Virtuti Militari (Польша);
- Орден «Крест Грюнвальда» (Польша);
- медали.

## Память
В средней школе № 30 города Тольятти в музее существует экспозиция, посвящённая Виктору Кувшинову.
В 2015 году в Тольятти прошла выставка «Виктор Кувшинов: личный альбом», составленная краеведом Сергеем Мельником на основе рисунков, писем, фотографий, документов.